# Hartland (condado de Somerset)
Hartland es un lugar designado por el censo ubicado en el condado de Somerset en el estado estadounidense de Maine. En el Censo de 2010 tenía una población de 813 habitantes y una densidad poblacional de 138,1 personas por km².

## Geografía
Hartland se encuentra ubicado en las coordenadas 44°53′8″N 69°28′9″O / 44.88556, -69.46917. Según la Oficina del Censo de los Estados Unidos, Hartland tiene una superficie total de 5.89 km², de la cual 5.76 km² corresponden a tierra firme y (2.16%) 0.13 km² es agua.

## Demografía
Según el censo de 2010, había 813 personas residiendo en Hartland. La densidad de población era de 138,1 hab./km². De los 813 habitantes, Hartland estaba compuesto por el 95.2% blancos, el 0.86% eran afroamericanos, el 0.49% eran amerindios, el 0.25% eran asiáticos, el 0% eran isleños del Pacífico, el 0.49% eran de otras razas y el 2.71% pertenecían a dos o más razas. Del total de la población el 1.85% eran hispanos o latinos de cualquier raza.